# 12e étape du Tour de France 2023
La 12e étape du Tour de France 2023 se déroule le jeudi 13 juillet 2023 entre Roanne et Belleville-en-Beaujolais, sur une distance de 168,8 kilomètres.

## Parcours
De Roanne (Loire) à Belleville-en-Beaujolais (Rhône), le parcours relie la vallée de la Loire à celle de la Saône, à travers le Beaujolais. De profil accidenté, l'étape traverse le célèbre vignoble du Beaujolais.
Dans les quarante premiers kilomètres, le parcours est jalonné de deux ascensions : la côte de Thizy-les Bourgs (3e catégorie, km 20,5, 4,3 km à 5,6 %) et le col des Écorbans (3e catégorie, km 38, 2,1 km à 6,9 %). Le sprint intermédiaire est situé à Régnié-Durette (km 93,3). La seconde partie de l'étape est constituée de trois ascensions répertoriées au grand prix de la montagne : le col de la Casse Froide (3e catégorie, km 110, 5,2 km à 6,1 %), le col de la Croix Montmain (2e catégorie, km 125, 5,5 km à 6,1 %) et le col de la Croix Rosier (2e catégorie, km 140,5, 5,3 km à 7,6 %, bonus au sommet). Après cet ultime col, le final reste accidenté, notamment par le détour du mont Brouilly. La ligne d'arrivée à Belleville-en-Beaujolais est précédée d'une légère montée (500 m à 2 %) ; la dernière ligne droite mesure environ 400 m et est précédée d'un virage à 90°.

## Déroulement de la course
Victime d'une chute lors de la 4e étape, le Néerlandais Fabio Jakobsen (Soudal Quick-Step) ne se remet pas de ses blessures et est non partant.
Dès le kilomètre zéro, la formation d'une échappée est très disputée. Au sommet de la côte de Thizy-les Bourgs km 20,5 (3e catégorie, 4,3 km à 5,6 %), le Colombien Daniel Martínez (INEOS Grenadiers) passe en tête, suivi par le peloton. Dans la descente de la côte de Thizy-les-Bourgs, l'Espagnol David de la Cruz (Astana Qazaqstan) chute avec le Français Quentin Pacher (Groupama-FDJ), l'Espagnol est contraint à l'abandon. Un groupe de piégés se constitue, dans lequel se trouve le maillot à pois américain Neilson Powless (EF Education-EasyPost) et l'Australien Ben O'Connor (AG2R Citroën). Au col des Écorbans km 38 (3e catégorie, 2,1 km à 6,9 %), l'Italien Giulio Ciccone (Lidl-Trek) passe en tête du groupe maillot jaune, avec cinquante-six secondes d'avance sur le groupe de poursuivants et près de trois minutes sur le groupe maillot vert. Dans la descente, le Belge Wout van Aert (Jumbo-Visma) part seul et devance d'une dizaine de secondes le groupe maillot jaune. Un temps piégé, un groupe de coureurs, dans lequel figure, entre autres, les deux frères jumeaux britanniques Adam (UAE Emirates) et Simon Yates (Jayco AlUla) et le Français David Gaudu (Groupama-FDJ), fait son retour dans le groupe de tête.
Au niveau du col du Fût d'Avenas (km 63,3), un duo, composé des deux Belges Tiesj Benoot (Jumbo-Visma) et Dylan Teuns (Israel-Premier Tech), compte une avance de quinze secondes sur le groupe maillot jaune. De nouveaux coureurs intègrent la tête de la course jusqu'à Fleurie, formant la première réelle échappée de cette journée. Ce groupe est composé de douze coureurs : l'Américain Matteo Jorgenson (Movistar), les deux Belges à l'initiative ainsi que Victor Campenaerts (Lotto Dstny), le Costaricien Andrey Amador (EF Education-EasyPost), le Danois Mads Pedersen (Lidl-Trek), l'Espagnol Ion Izagirre (Cofidis), les trois Français Mathieu Burgaudeau (TotalEnergies), Guillaume Martin (Cofidis) et Thibaut Pinot (Groupama-FDJ), le Néerlandais Mathieu van der Poel (Alpecin-Decenuninck), le Norvégien Tobias Halland Johannessen (Uno-X) et le Portugais Ruben Guerreiro (Movistar). En contre, le Français Julian Alaphilippe (Soudal Quick-Step) et le Belge Jasper Stuyven (Lidl-Trek) parviennent à revenir sur les coureurs de front au sprint intermédiaire. Le groupe d'échappés est composé désormais de quinze coureurs.
Au sprint intermédiaire de Régnié-Durette (km 93,3), Mads Pedersen devance l'échappée. À 60 km de l'arrivée, l'avance des hommes de tête est de trois minutes sur le groupe maillot jaune, cinq minutes sur le groupe maillot à pois et près de douze minutes sur le groupe maillot vert. Au col de la Casse-Froide km 110 (3e catégorie, 5,2 km à 6,1 %), Guillaume Martin passe en tête, avec deux minutes et vingt-cinq secondes d'avance sur le groupe maillot jaune, emmené par AG2R Citroën, et plus de cinq minutes sur le groupe maillot à pois. Dans la descente, Andrey Amador et Mathieu van der Poel partent à l'avant pour prendre de l'avance sur la prochaine ascension : le col de la Croix Montmain km 125 (2e catégorie, 5,5 km à 6,1 %). Au début de l'ascension, van der Poel et Amador ont trente secondes d'avance sur le groupe de poursuivants avec Pinot et Alaphilippe entre autres. Dans la montée, sous l'impulsion de Thibaut Pinot, quelques coureurs sont distancés dont Alaphilippe. Après avoir lâché Amador, van der Poel passe en tête au col avec 20 secondes d'avance et entame seul la montée du col de la Croix Rosier, km 140 (2e catégorie, 5,3 km à 7,6%). Pinot et Jorgenson qui se sont extraits du groupe des poursuivants rattrapent van der Poel. À trois kilomètres du col, ils sont huit à l'avant dont l'Espagnol Izagirre qui place une attaque. Ce dernier passe le col en tête avec quinze secondes d'avance sur le petit groupe Pinot, le groupe maillot jaune est alors à quatre minutes. À treize kilomètres de l'arrivée, l'Espagnol à quarante cinq secondes d'avance. Izagirre profite de la désorganisation du groupe des poursuivants pour filer vers la victoire. Jorgensen et Burgaudeau se détachent pour se disputer la deuxième place. Ion Izagirre s'impose en solitaire à Belleville-en-Beaujolais. Le Français Burgaudeau prend la deuxième place devant l'Américain Jorgenson.

## Résultats
Cette section présente les résultats et prix obtenus au cours de l'étape.

### Classement de l'étape

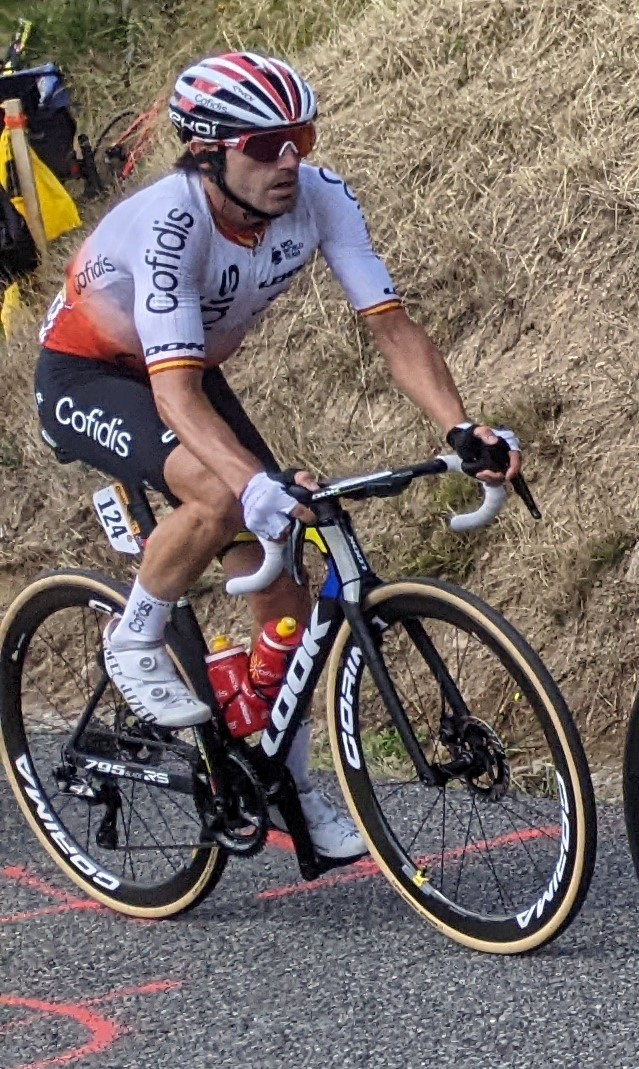
Ion Izagirre, vainqueur de l'étape, dans l'ascension du col de la Croix Montmain.

| Classement de la 12e étape | Classement de la 12e étape | Classement de la 12e étape | Classement de la 12e étape | Classement de la 12e étape |
|                            | Coureur                    | Pays                       | Équipe                     | Temps                      |
| -------------------------- | -------------------------- | -------------------------- | -------------------------- | -------------------------- |
| 1er                        | Ion Izagirre               | Espagne                    | Cofidis                    | en 3 h 51 min 42 s         |
| 2e                         | Mathieu Burgaudeau         | France                     | TotalEnergies              | + 58 s                     |
| 3e                         | Matteo Jorgenson           | États-Unis                 | Movistar Team              | + 58 s                     |
| 4e                         | Tiesj Benoot               | Belgique                   | Jumbo-Visma                | + 1 min 6 s                |
| 5e                         | Tobias Halland Johannessen | Norvège                    | Uno-X Pro Cycling Team     | + 1 min 11 s               |
| 6e                         | Thibaut Pinot              | France                     | Groupama-FDJ               | + 1 min 13 s               |
| 7e                         | Guillaume Martin           | France                     | Cofidis                    | + 1 min 13 s               |
| 8e                         | Dylan Teuns                | Belgique                   | Israel-Premier Tech        | + 1 min 27 s               |
| 9e                         | Ruben Guerreiro            | Portugal                   | Movistar Team              | + 1 min 27 s               |
| 10e                        | Victor Campenaerts         | Belgique                   | Lotto Dstny                | + 3 min 2 s                |
| modifier                   |                            |                            |                            |                            |

### Bonifications et pénalités en temps
|   | Coureur          | Pays       | Équipe        | Secondes |
| - | ---------------- | ---------- | ------------- | -------- |
| 1 | Ion Izagirre     | Espagne    | Cofidis       | 8 s      |
| 2 | Matteo Jorgenson | États-Unis | Movistar Team | 5 s      |
| 3 | Thibaut Pinot    | France     | Groupama-FDJ  | 2 s      |

|   | Coureur            | Pays       | Équipe        | Secondes |
| - | ------------------ | ---------- | ------------- | -------- |
| 1 | Ion Izagirre       | Espagne    | Cofidis       | 10 s     |
| 2 | Mathieu Burgaudeau | France     | TotalEnergies | 6 s      |
| 3 | Matteo Jorgenson   | États-Unis | Movistar Team | 4 s      |

| \| Coureur \| Pays \| Équipe \| Secondes \| \| ------------------ \| --------- \| ------------- \| -------- \| \| Peter Sagan \| Slovaquie \| TotalEnergies \| + 10 s \| \| Mathieu Burgaudeau \| France \| TotalEnergies \| + 10 s \| |           |               |          |
| Coureur | Pays      | Équipe        | Secondes |
| Peter Sagan | Slovaquie | TotalEnergies | + 10 s   |
| Mathieu Burgaudeau | France    | TotalEnergies | + 10 s   |

### Points attribués
| Sprint intermédiaire Régnié-Durette (km 93,3) | Sprint intermédiaire Régnié-Durette (km 93,3) | Sprint intermédiaire Régnié-Durette (km 93,3) | Sprint intermédiaire Régnié-Durette (km 93,3) | Sprint intermédiaire Régnié-Durette (km 93,3) |
| --------------------------------------------- | --------------------------------------------- | --------------------------------------------- | --------------------------------------------- | --------------------------------------------- |
|                                               | Coureur                                       | Pays                                          | Équipe                                        | Point(s)                                      |
| 1er                                           | Mads Pedersen                                 | Danemark                                      | Lidl-Trek                                     | 20                                            |
| 2e                                            | Mathieu van der Poel                          | Pays-Bas                                      | Alpecin-Deceuninck                            | 17                                            |
| 3e                                            | Andrey Amador                                 | Costa Rica                                    | EF Education-EasyPost                         | 15                                            |
| 4e                                            | Dylan Teuns                                   | Belgique                                      | Israel-Premier Tech                           | 13                                            |
| 5e                                            | Victor Campenaerts                            | Belgique                                      | Lotto Dstny                                   | 11                                            |
| 6e                                            | Tiesj Benoot                                  | Belgique                                      | Jumbo-Visma                                   | 10                                            |
| 7e                                            | Guillaume Martin                              | France                                        | Cofidis                                       | 9                                             |
| 8e                                            | Mathieu Burgaudeau                            | France                                        | TotalEnergies                                 | 8                                             |
| 9e                                            | Matteo Jorgenson                              | États-Unis                                    | Movistar Team                                 | 7                                             |
| 10e                                           | Tobias Halland Johannessen                    | Norvège                                       | Uno-X Pro Cycling Team                        | 6                                             |
| 11e                                           | Thibaut Pinot                                 | France                                        | Groupama-FDJ                                  | 5                                             |
| 12e                                           | Ruben Guerreiro                               | Portugal                                      | Movistar Team                                 | 4                                             |
| 13e                                           | Ion Izagirre                                  | Espagne                                       | Cofidis                                       | 3                                             |
| 14e                                           | Jasper Stuyven                                | Belgique                                      | Lidl-Trek                                     | 2                                             |
| 15e                                           | Julian Alaphilippe                            | France                                        | Soudal Quick-Step                             | 1                                             |
| modifier                                      |                                               |                                               |                                               |                                               |

| Arrivée d'étape Belleville-en-Beaujolais (km 168,8) | Arrivée d'étape Belleville-en-Beaujolais (km 168,8) | Arrivée d'étape Belleville-en-Beaujolais (km 168,8) | Arrivée d'étape Belleville-en-Beaujolais (km 168,8) | Arrivée d'étape Belleville-en-Beaujolais (km 168,8) |
| --------------------------------------------------- | --------------------------------------------------- | --------------------------------------------------- | --------------------------------------------------- | --------------------------------------------------- |
|                                                     | Coureur                                             | Pays                                                | Équipe                                              | Point(s)                                            |
| 1er                                                 | Ion Izagirre                                        | Espagne                                             | Cofidis                                             | 30                                                  |
| 2e                                                  | Mathieu Burgaudeau                                  | France                                              | TotalEnergies                                       | 25                                                  |
| 3e                                                  | Matteo Jorgenson                                    | États-Unis                                          | Movistar Team                                       | 22                                                  |
| 4e                                                  | Tiesj Benoot                                        | Belgique                                            | Jumbo-Visma                                         | 19                                                  |
| 5e                                                  | Tobias Halland Johannessen                          | Norvège                                             | Uno-X Pro Cycling Team                              | 17                                                  |
| 6e                                                  | Thibaut Pinot                                       | France                                              | Groupama-FDJ                                        | 15                                                  |
| 7e                                                  | Guillaume Martin                                    | France                                              | Cofidis                                             | 13                                                  |
| 8e                                                  | Dylan Teuns                                         | Belgique                                            | Israel-Premier Tech                                 | 11                                                  |
| 9e                                                  | Ruben Guerreiro                                     | Portugal                                            | Movistar Team                                       | 9                                                   |
| 10e                                                 | Victor Campenaerts                                  | Belgique                                            | Lotto Dstny                                         | 7                                                   |
| 11e                                                 | Maxim Van Gils                                      | Belgique                                            | Lotto Dstny                                         | 6                                                   |
| 12e                                                 | Tadej Pogačar                                       | Slovénie                                            | UAE Team Emirates                                   | 5                                                   |
| 13e                                                 | Clément Berthet                                     | France                                              | AG2R Citroën Team                                   | 4                                                   |
| 14e                                                 | Nils Politt                                         | Allemagne                                           | Bora-Hansgrohe                                      | 3                                                   |
| 15e                                                 | Jasper Stuyven                                      | Belgique                                            | Lidl-Trek                                           | 2                                                   |
| modifier                                            |                                                     |                                                     |                                                     |                                                     |

| \| Coureur \| Pays \| Équipe \| Points \| \| ------------------ \| --------- \| ------------- \| ---------- \| \| Peter Sagan \| Slovaquie \| TotalEnergies \| - 6 points \| \| Mathieu Burgaudeau \| France \| TotalEnergies \| - 6 points \| |           |               |            |
| Coureur | Pays      | Équipe        | Points     |
| Peter Sagan | Slovaquie | TotalEnergies | - 6 points |
| Mathieu Burgaudeau | France    | TotalEnergies | - 6 points |

### Cols et côtes
| Côte de Thizy-les-Bourgs (km 20,5) 3e catégorie (4,3 km à 5,6 %) | Côte de Thizy-les-Bourgs (km 20,5) 3e catégorie (4,3 km à 5,6 %) | Côte de Thizy-les-Bourgs (km 20,5) 3e catégorie (4,3 km à 5,6 %) | Côte de Thizy-les-Bourgs (km 20,5) 3e catégorie (4,3 km à 5,6 %) | Côte de Thizy-les-Bourgs (km 20,5) 3e catégorie (4,3 km à 5,6 %) |
| ---------------------------------------------------------------- | ---------------------------------------------------------------- | ---------------------------------------------------------------- | ---------------------------------------------------------------- | ---------------------------------------------------------------- |
|                                                                  | Coureur                                                          | Pays                                                             | Équipe                                                           | Point(s)                                                         |
| 1er                                                              | Daniel Martínez                                                  | Colombie                                                         | Ineos Grenadiers                                                 | 2                                                                |
| 2e                                                               | Giulio Ciccone                                                   | Italie                                                           | Lidl-Trek                                                        | 1                                                                |
| modifier                                                         |                                                                  |                                                                  |                                                                  |                                                                  |

| Col des Écorbans (km 37,9) 3e catégorie (2,1 km à 6,9 %) | Col des Écorbans (km 37,9) 3e catégorie (2,1 km à 6,9 %) | Col des Écorbans (km 37,9) 3e catégorie (2,1 km à 6,9 %) | Col des Écorbans (km 37,9) 3e catégorie (2,1 km à 6,9 %) | Col des Écorbans (km 37,9) 3e catégorie (2,1 km à 6,9 %) |
| -------------------------------------------------------- | -------------------------------------------------------- | -------------------------------------------------------- | -------------------------------------------------------- | -------------------------------------------------------- |
|                                                          | Coureur                                                  | Pays                                                     | Équipe                                                   | Point(s)                                                 |
| 1er                                                      | Giulio Ciccone                                           | Italie                                                   | Lidl-Trek                                                | 2                                                        |
| 2e                                                       | Daniel Martínez                                          | Colombie                                                 | Ineos Grenadiers                                         | 1                                                        |
| modifier                                                 |                                                          |                                                          |                                                          |                                                          |

| Col de la Casse Froide (km 109,9) 3e catégorie (5,2 km à 6,1 %) | Col de la Casse Froide (km 109,9) 3e catégorie (5,2 km à 6,1 %) | Col de la Casse Froide (km 109,9) 3e catégorie (5,2 km à 6,1 %) | Col de la Casse Froide (km 109,9) 3e catégorie (5,2 km à 6,1 %) | Col de la Casse Froide (km 109,9) 3e catégorie (5,2 km à 6,1 %) |
| --------------------------------------------------------------- | --------------------------------------------------------------- | --------------------------------------------------------------- | --------------------------------------------------------------- | --------------------------------------------------------------- |
|                                                                 | Coureur                                                         | Pays                                                            | Équipe                                                          | Point(s)                                                        |
| 1er                                                             | Guillaume Martin                                                | France                                                          | Cofidis                                                         | 2                                                               |
| 2e                                                              | Tobias Halland Johannessen                                      | Norvège                                                         | Uno-X Pro Cycling Team                                          | 1                                                               |
| modifier                                                        |                                                                 |                                                                 |                                                                 |                                                                 |

| Col de la Croix Montmain (km 125) 2e catégorie (5,5 km à 6,1 %) | Col de la Croix Montmain (km 125) 2e catégorie (5,5 km à 6,1 %) | Col de la Croix Montmain (km 125) 2e catégorie (5,5 km à 6,1 %) | Col de la Croix Montmain (km 125) 2e catégorie (5,5 km à 6,1 %) | Col de la Croix Montmain (km 125) 2e catégorie (5,5 km à 6,1 %) |
| --------------------------------------------------------------- | --------------------------------------------------------------- | --------------------------------------------------------------- | --------------------------------------------------------------- | --------------------------------------------------------------- |
|                                                                 | Coureur                                                         | Pays                                                            | Équipe                                                          | Point(s)                                                        |
| 1er                                                             | Mathieu van der Poel                                            | Pays-Bas                                                        | Alpecin-Deceuninck                                              | 5                                                               |
| 2e                                                              | Tobias Halland Johannessen                                      | Norvège                                                         | Uno-X Pro Cycling Team                                          | 3                                                               |
| 3e                                                              | Ruben Guerreiro                                                 | Portugal                                                        | Movistar Team                                                   | 2                                                               |
| 4e                                                              | Guillaume Martin                                                | France                                                          | Cofidis                                                         | 1                                                               |
| modifier                                                        |                                                                 |                                                                 |                                                                 |                                                                 |

| \| Col de la Croix-Rosier (km 140,4) 2e catégorie (5,3 km à 7,6 %) \| Col de la Croix-Rosier (km 140,4) 2e catégorie (5,3 km à 7,6 %) \| Col de la Croix-Rosier (km 140,4) 2e catégorie (5,3 km à 7,6 %) \| Col de la Croix-Rosier (km 140,4) 2e catégorie (5,3 km à 7,6 %) \| Col de la Croix-Rosier (km 140,4) 2e catégorie (5,3 km à 7,6 %) \| \| --------------------------------------------------------------- \| --------------------------------------------------------------- \| --------------------------------------------------------------- \| --------------------------------------------------------------- \| --------------------------------------------------------------- \| \| \| Coureur \| Pays \| Équipe \| Point(s) \| \| 1er \| Ion Izagirre \| Espagne \| Cofidis \| 5 \| \| 2e \| Matteo Jorgenson \| États-Unis \| Movistar Team \| 3 \| \| 3e \| Thibaut Pinot \| France \| Groupama-FDJ \| 2 \| \| 4e \| Tiesj Benoot \| Belgique \| Jumbo-Visma \| 1 \| \| modifier \| \| \| \| \| |                  |            |               |          |
| Col de la Croix-Rosier (km 140,4) 2e catégorie (5,3 km à 7,6 %) |                  |            |               |          |
| | Coureur          | Pays       | Équipe        | Point(s) |
| 1er | Ion Izagirre     | Espagne    | Cofidis       | 5        |
| 2e | Matteo Jorgenson | États-Unis | Movistar Team | 3        |
| 3e | Thibaut Pinot    | France     | Groupama-FDJ  | 2        |
| 4e | Tiesj Benoot     | Belgique   | Jumbo-Visma   | 1        |
| modifier |                  |            |               |          |

### Prix de la combativité
- Mathieu van der Poel (Alpecin-Deceuninck)

## Classements à l'issue de l'étape
Cette section présente le classement général et les différents classements annexes à l'issue de l'étape.

### Classement général
| Classement général | Classement général | Classement général | Classement général | Classement général  |
|                    | Coureur            | Pays               | Équipe             | Temps               |
| ------------------ | ------------------ | ------------------ | ------------------ | ------------------- |
| 1er                | Jonas Vingegaard   | Danemark           | Jumbo-Visma        | en 50 h 30 min 23 s |
| 2e                 | Tadej Pogačar      | Slovénie           | UAE Team Emirates  | + 17 s              |
| 3e                 | Jai Hindley        | Australie          | Bora-Hansgrohe     | + 2 min 40 s        |
| 4e                 | Carlos Rodríguez   | Espagne            | Ineos Grenadiers   | + 4 min 22 s        |
| 5e                 | Pello Bilbao       | Espagne            | Bahrain Victorious | + 4 min 34 s        |
| 6e                 | Adam Yates         | Royaume-Uni        | UAE Team Emirates  | + 4 min 39 s        |
| 7e                 | Simon Yates        | Royaume-Uni        | Team Jayco AlUla   | + 4 min 44 s        |
| 8e                 | Tom Pidcock        | Royaume-Uni        | Ineos Grenadiers   | + 5 min 26 s        |
| 9e                 | David Gaudu        | France             | Groupama-FDJ       | + 6 min 1 s         |
| 10e                | Thibaut Pinot      | France             | Groupama-FDJ       | + 6 min 33 s        |
| modifier           |                    |                    |                    |                     |

| Classement par points | Classement par points | Classement par points | Classement par points    | Classement par points |
| --------------------- | --------------------- | --------------------- | ------------------------ | --------------------- |
|                       | Coureur               | Pays                  | Équipe                   | Point(s)              |
| 1er                   | Jasper Philipsen      | Belgique              | Alpecin-Deceuninck       | 323 points            |
| 2e                    | Mads Pedersen         | Danemark              | Lidl-Trek                | 179 pts               |
| 3e                    | Bryan Coquard         | France                | Cofidis                  | 178 pts               |
| 4e                    | Wout van Aert         | Belgique              | Jumbo-Visma              | 120 pts               |
| 5e                    | Jordi Meeus           | Belgique              | Bora-Hansgrohe           | 96 pts                |
| 6e                    | Dylan Groenewegen     | Pays-Bas              | Team Jayco AlUla         | 92 pts                |
| 7e                    | Tadej Pogačar         | Slovénie              | UAE Team Emirates        | 90 pts                |
| 8e                    | Biniam Girmay         | Érythrée              | Intermarché-Circus-Wanty | 90 pts                |
| 9e                    | Victor Lafay          | France                | Cofidis                  | 80 pts                |
| 10e                   | Caleb Ewan            | Australie             | Lotto Dstny              | 75 pts                |
| modifier              |                       |                       |                          |                       |

| Classement du meilleur grimpeur | Classement du meilleur grimpeur | Classement du meilleur grimpeur | Classement du meilleur grimpeur | Classement du meilleur grimpeur |
| ------------------------------- | ------------------------------- | ------------------------------- | ------------------------------- | ------------------------------- |
|                                 | Coureur                         | Pays                            | Équipe                          | Point(s)                        |
| 1er                             | Neilson Powless                 | États-Unis                      | EF Education-EasyPost           | 46 points                       |
| 2e                              | Tobias Halland Johannessen      | Norvège                         | Uno-X Pro Cycling Team          | 30 pts                          |
| 3e                              | Felix Gall                      | Autriche                        | AG2R Citroën Team               | 28 pts                          |
| 4e                              | Ruben Guerreiro                 | Portugal                        | Movistar Team                   | 24 pts                          |
| 5e                              | Giulio Ciccone                  | Italie                          | Lidl-Trek                       | 22 pts                          |
| 6e                              | Michael Woods                   | Canada                          | Israel-Premier Tech             | 20 pts                          |
| 7e                              | Tadej Pogačar                   | Slovénie                        | UAE Team Emirates               | 19 pts                          |
| 8e                              | Jai Hindley                     | Australie                       | EF Education-EasyPost           | 19 pts                          |
| 9e                              | Daniel Martínez                 | Colombie                        | Ineos Grenadiers                | 18 pts                          |
| 10e                             | Jonas Vingegaard                | Danemark                        | Jumbo-Visma                     | 18 pts                          |
| modifier                        |                                 |                                 |                                 |                                 |

| Classement général du meilleur jeune | Classement général du meilleur jeune | Classement général du meilleur jeune | Classement général du meilleur jeune | Classement général du meilleur jeune |
|                                      | Coureur                              | Pays                                 | Équipe                               | Temps                                |
| ------------------------------------ | ------------------------------------ | ------------------------------------ | ------------------------------------ | ------------------------------------ |
| 1er                                  | Tadej Pogačar                        | Slovénie                             | UAE Team Emirates                    | en 50 h 30 min 40 s                  |
| 2e                                   | Carlos Rodríguez                     | Espagne                              | Ineos Grenadiers                     | + 4 min 5 s                          |
| 3e                                   | Tom Pidcock                          | Royaume-Uni                          | Ineos Grenadiers                     | + 5 min 9 s                          |
| 4e                                   | Felix Gall                           | Autriche                             | AG2R Citroën Team                    | + 9 min 29 s                         |
| 5e                                   | Mattias Skjelmose Jensen             | Danemark                             | Lidl-Trek                            | + 27 min 26 s                        |
| 6e                                   | Mathieu Burgaudeau                   | France                               | TotalEnergies                        | + 37 min 40 s                        |
| 7e                                   | Tobias Halland Johannessen           | Norvège                              | Uno-X Pro Cycling Team               | + 46 min 50 s                        |
| 8e                                   | Matteo Jorgenson                     | États-Unis                           | Movistar Team                        | + 55 min 27 s                        |
| 9e                                   | Matîs Louvel                         | France                               | Arkéa-Samsic                         | + 1 h 18 min 29 s                    |
| 10e                                  | Maxim Van Gils                       | Belgique                             | Lotto Dstny                          | + 1 h 20 min 39 s                    |
| modifier                             |                                      |                                      |                                      |                                      |

| Classement par équipes | Classement par équipes | Classement par équipes | Classement par équipes |
|                        | Équipe                 | Pays                   | Temps                  |
| ---------------------- | ---------------------- | ---------------------- | ---------------------- |
| 1re                    | Bahrain Victorious     | Bahreïn                | en 151 h 46 min 8 s    |
| 2e                     | Ineos Grenadiers       | Royaume-Uni            | + 1 min 18 s           |
| 3e                     | Jumbo-Visma            | Pays-Bas               | + 1 min 52 s           |
| 4e                     | AG2R Citroën Team      | France                 | + 13 min 58 s          |
| 5e                     | Groupama-FDJ           | France                 | + 16 min 11 s          |
| 6e                     | UAE Team Emirates      | Émirats arabes unis    | + 16 min 19 s          |
| 7e                     | Bora-Hansgrohe         | Allemagne              | + 37 min 23 s          |
| 8e                     | Movistar Team          | Espagne                | + 39 min 12 s          |
| 9e                     | Lidl-Trek              | États-Unis             | + 1 h 21 min 0 s       |
| 10e                    | Cofidis                | France                 | + 1 h 24 min 48 s      |
| modifier               |                        |                        |                        |

### Sanctions au classement UCI
| \| Coureur \| Pays \| Équipe \| Points \| \| --------------- \| -------- \| -------- \| ----------- \| \| Ruben Guerreiro \| Portugal \| Movistar \| - 25 points \| |          |          |             |
| Coureur | Pays     | Équipe   | Points      |
| Ruben Guerreiro | Portugal | Movistar | - 25 points |

## Abandons
Deux coureurs ont abandonné lors de la 12e étape :
- Fabio Jakobsen (Soudal Quick-Step) : non-partant ;
- David de la Cruz (Astana Qazaqstan Team) : abandon.